# Испанский мустанг
Испанский мустанг — американская порода лошадей, выведенная на основе лошадей, завезённых из Испании во время первых завоеваний Америки. Они относятся к более крупной группе колониальных испанских лошадей — типу, который сегодня редко встречается в Испании. К началу XX века большинство некогда обширных табунов мустангов, произошедших от испанских лошадей, значительно сократились в размерах. Видя, что эти лошади находятся на грани вымирания, некоторые коневоды начали прилагать усилия, чтобы найти и сохранить оставшихся «испанских мустангов», набирая поголовье из диких и индейских табунов, а также с ранчо. Эта порода стала одной из первых, в отношении которых были предприняты согласованные усилия по сохранению лошадей испанского фенотипа, и в 1957 году был основан племенной реестр.
Испанский мустанг как современная одомашненная порода отличается от дикого свободно пасущегося мустанга. Последние животные являются потомками как испанских лошадей, так и других одомашненных лошадей, сбежавших или выпущенных на волю из различных мест; многие из них живут в дикой природе в зонах управления стадами на западе США, которыми в настоящее время управляет Бюро по управлению государственными и общественными землями (BLM). Некоторые дикие табуны также существуют в Канаде. ДНК исследования показывают, что испанское разведение и тип все еще существуют в некоторых стадах диких мустангов.

## Происхождение
Колониальная испанская лошадь произошла от животных, впервые завезённых с Пиренейского полуострова в Америку во время завоевания и основания испанской колонии Новая Испания на территории современной Мексики. По мере завоевания Мексики в XVI веке табуны лошадей распространялись на север и пересекали реку Рио-Гранде. В течение следующих ста лет лошади в Северной и Южной Америке были украдены и проданы апачами, команчами, а затем ютами и шошонами различным племенам на Великих равнинах и в Скалистых горах.
Находящийся на грани исчезновения в начале этого столетия, испанский мустанг - одна из первых пород, выведенных в рамках запланированной программы сохранения потомков этих испанских лошадей. Эти усилия в основном приписываются Роберту Э. Брислону из Ошото, Вайоминг, и его брату Фердинанду Л. Брислону из Гашера, Юта. Заслуга в усилиях по сохранению также принадлежит Гилберту Джонсу и Ило Бельски. Они отбирали лошадей из диких табунов мустангов, индейских табунов, а также с ранчо по всему Западу, потому что у этих лошадей был фенотип, указывающий на испанское происхождение. В итоге, был создан Испанский реестр мустангов, зарегистрированный в 1957 году. Из-за разногласий по поводу того, каких лошадей принимать в реестр, в 1977 году была основана Ассоциация юго-западных испанских мустангов, а позже появились и другие реестра. Исследование 2006 года показало, что у испанских мустангов, а также у лошадей из ассоциаций Sulphur Springs и Kiger HMAs есть гаплотипы ДНК, указывающие на происхождение от лошадей с Пиренейского полуострова.

## Описание

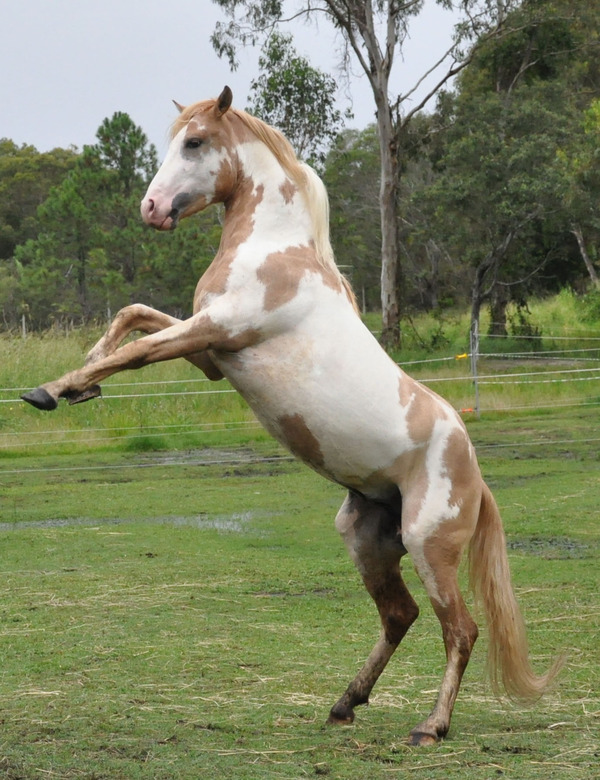
Испанский мустанг

Рост испанского мустанга составляет от 13,2 до 15 ладоней (от 137 до 152 см), при этом лошади ростом более 15 ладоней не приветствуются. Они весят от от 290 до 500 кг. У них гладкая мускулатура, короткая спина, округлые ягодицы и низко посаженный хвост. Сцепка крепкая, а лошади должны быть хорошо сбалансированными и гармонично сложенными, с «поднятым» корпусом. Глубокая грудная клетка, хорошо отведённые назад плечи и довольно выраженные холки. У них прямой или вогнутый профиль головы и широкие лбы. У кобыл и меринов шея довольно высокая, а у взрослых жеребцов — очень высокая. Грудная клетка умеренно узкая, но хорошо очерченная. Каштаны маленькие или отсутствуют, особенно на задних ногах. Эрготы маленькие или отсутствуют. Копыта круглые и твёрдые, а ноги должны быть правильной формы, хотя задние ноги могут быть немного подвёрнуты. Пушечные кости короткие, а костная ткань округлая. Некоторые особи имеют особенности походки, при этом допускается широкий спектр различных аллюров. Подпрыгивание или взмахивание крыльями не являются недостатком, если только это не мешает движению или не вызвано отсутствием прямолинейности ног.
Испанские мустанги бывают разных цветов из-за широкого спектра окрасов их испанских предков. Обычно они бывают гнедыми, каштановыми, чёрными и серыми. Другие цвета, встречающиеся реже, включают аппалузскую и окрашенную масть, а также сплошные окрасы, такие как грулла, бакскин, паломино, кремелло, изабелла, чалая и перлино.
Испанские мустанги известны своей выносливостью и стойкостью. Эта порода известна своей способностью преодолевать большие расстояния, и на ней ездят некоторые гонщики на выносливость. Испанские мустанги также используются для участия в различных соревнованиях по английской и западной верховой езде.